# Beaulieu (Indre)
Beaulieu ist eine französische Gemeinde mit 51 Einwohnern (Stand: 1. Januar 2022) im Département Indre in der Region Centre-Val de Loire; sie gehört zum Arrondissement Le Blanc und zum Kanton Saint-Gaultier. Die Einwohner werden Bellilociens genannt.

## Geographie
Beaulieu liegt etwa 50 Kilometer südsüdwestlich von Châteauroux am Fluss Bel Rio.
Nachbargemeinden von Beaulieu sind Chaillac im Norden, Cromac im Süden und Osten, Jouac im Südwesten sowie Bonneuil im Westen.

## Bevölkerungsentwicklung
| Jahr                      | 1962 | 1968 | 1975 | 1982 | 1990 | 1999 | 2006 | 2013 |
| Einwohner                 | 153  | 180  | 155  | 167  | 101  | 95   | 88   | 74   |
| Quelle: Cassini und INSEE |      |      |      |      |      |      |      |      |

## Sehenswürdigkeiten
- Kirche Saint-Nicolas, Monument historique

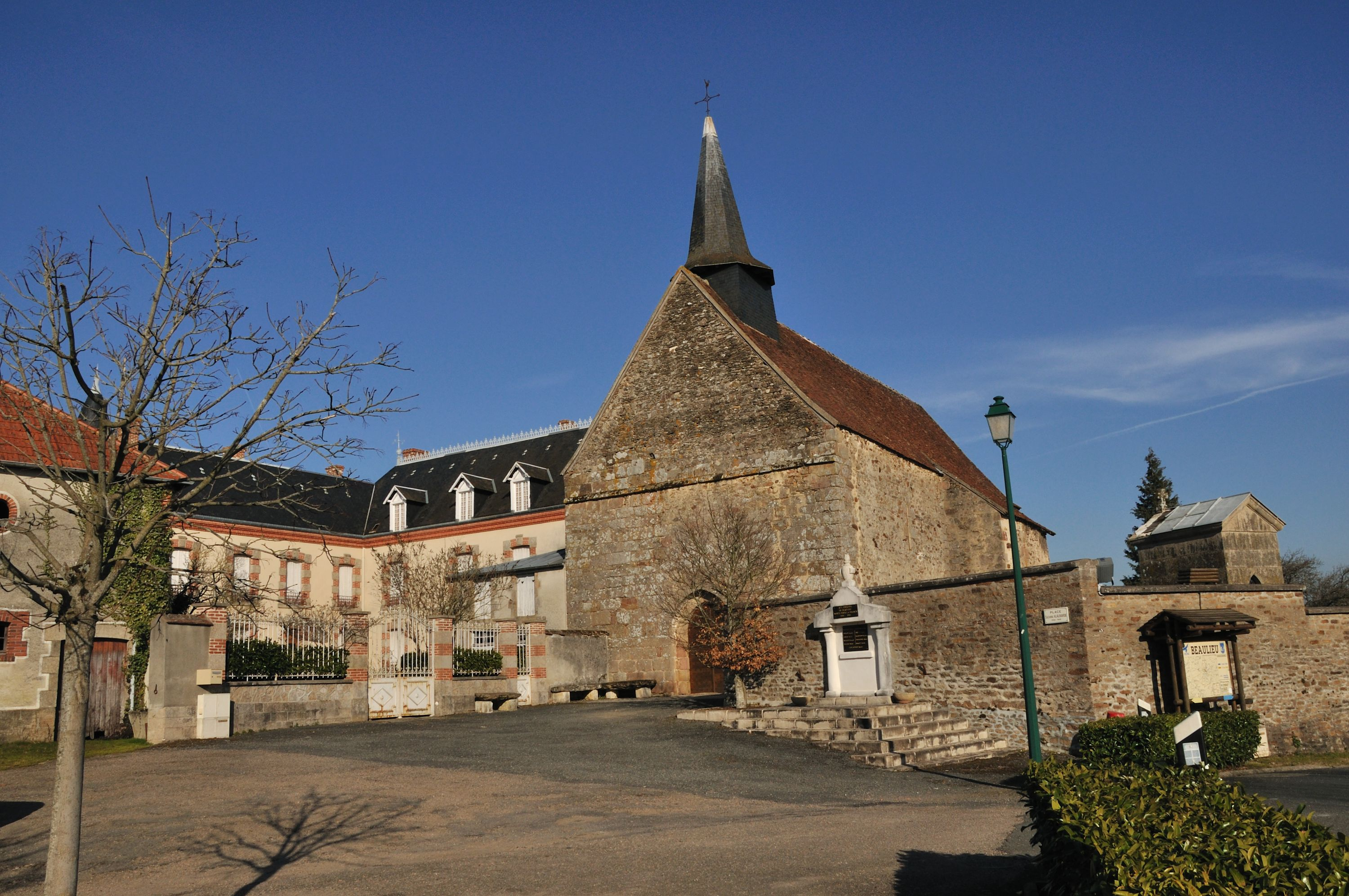
Kirche Saint-Nicolas